# Campionati italiani di aquathlon del 2008
I Campionati italiani di aquathlon del 2008 (IX edizione) sono stati organizzati dalla Federazione Italiana Triathlon e si sono tenuti a Porto Torres in Sardegna, in data 30 agosto 2008.
Tra gli uomini ha vinto Andrea Giacomo Secchiero (Protek Triathlon Rho), mentre la gara femminile è andata a Maria Casciotti ( Minerva Roma).

## Risultati

### Élite uomini
| Pos. | Atleta                   | Società sportiva        | Corsa    | Nuoto    | Corsa    | Totale   |
| ---- | ------------------------ | ----------------------- | -------- | -------- | -------- | -------- |
|      | Andrea Giacomo Secchiero | Protek Triathlon Rho    | 00:08:07 | 00:11:26 | 00:08:27 | 00:28:00 |
|      | Ivan Risti               | Triathlon Lecco         | 00:08:08 | 00:11:24 | 00:08:38 | 00:28:10 |
|      | Leonardo Ballerini       | Peperoncino Team        | 00:08:12 | 00:11:24 | 00:09:32 | 00:29:08 |
| 4    | Davide Bargellini        | Friesian Team           | 00:08:43 | 00:12:16 | 00:09:58 | 00:30:57 |
| 5    | Alfio Bulgarelli         | Surfing Shop Triathlon  | 00:08:50 | 00:12:57 | 00:09:29 | 00:31:16 |
| 6    | Pier Luigi Musu          | Los Tigres              | 00:08:53 | 00:12:35 | 00:09:54 | 00:31:22 |
| 7    | Andrea Morelli           | Peperoncino Team        | 00:08:59 | 00:12:28 | 00:10:11 | 00:31:38 |
| 8    | Fausto Tonsi             | Freezone                | 00:08:56 | 00:13:13 | 00:09:30 | 00:31:39 |
| 9    | Giuseppe Bandinu         | Rari Nantes             | 00:09:21 | 00:12:44 | 00:10:05 | 00:32:10 |
| 10   | Dimitri Ricci            | La Fenice Triathlon     | 00:09:47 | 00:12:08 | 00:10:19 | 00:32:14 |
| 11   | Alessandro Putzolu       | Villacidro Triathlon    | 00:09:00 | 00:14:50 | 00:08:56 | 00:32:47 |
| 12   | Nicola Capra             | Survival                | 00:08:55 | 00:14:31 | 00:09:27 | 00:32:53 |
| 13   | Matteo Marchisio         | CUS Torino Triathlon    | 00:09:12 | 00:14:27 | 00:09:21 | 00:33:00 |
| 14   | Fabio Tramonte           | Mens Sana               | 00:09:08 | 00:14:48 | 00:09:57 | 00:33:53 |
| 15   | Roberto Tedde            | Minerva Roma            | 00:09:28 | 00:14:07 | 00:10:27 | 00:34:02 |
| 16   | Luca Maltoni             | Zeppelin Triathlon Team | 00:09:53 | 00:13:50 | 00:10:22 | 00:34:05 |
| 17   | Simone Demurtas          | Mens Sana               | 00:09:32 | 00:14:45 | 00:09:50 | 00:34:08 |
| 18   | Walter Ambu              | Rari Nantes             | 00:09:20 | 00:15:01 | 00:10:08 | 00:34:30 |
| 19   | Emanuele Moi             | Mens Sana               | 00:10:05 | 00:14:14 | 00:10:21 | 00:34:39 |
| 20   | Andrea Balestrini        | Wet Life Villa Guard    | 00:00:00 | 00:00:00 | 00:11:17 | 00:34:47 |

### Élite donne
| Pos. | Atleta              | Società sportiva       | Corsa    | Nuoto    | Corsa    | Totale   |
| ---- | ------------------- | ---------------------- | -------- | -------- | -------- | -------- |
|      | Maria Casciotti     | Minerva Roma           | 00:09:57 | 00:13:28 | 00:10:44 | 00:34:09 |
|      | Valentina Carta     | Jhonny Tri Forhans     | 00:00:00 | 00:00:00 | 00:11:14 | 00:35:29 |
|      | Manuela Ascoli      | Minerva Roma           | 00:10:36 | 00:14:55 | 00:11:27 | 00:36:58 |
| 4    | Consuelo Ferragina  | Canottieri Napoli      | 00:10:11 | 00:16:06 | 00:10:54 | 00:37:11 |
| 5    | Daniela Locarno     | Los Tigres             | 00:10:43 | 00:15:04 | 00:12:29 | 00:38:16 |
| 6    | Manuela De Vito     | Ermes Campania         | 00:10:45 | 00:16:05 | 00:12:37 | 00:39:28 |
| 7    | Veronica Brambille  | Minerva Roma           | 00:12:49 | 00:16:42 | 00:13:20 | 00:42:51 |
| 8    | Silvia Di Paola     | 4 Mori Triathlon       | 00:12:22 | 00:17:36 | 00:13:22 | 00:43:19 |
| 9    | Alessia Solimani    | 4 Mori Triathlon       | 00:13:58 | 00:19:15 | 00:13:54 | 00:47:06 |
| 10   | Alessandra Loizedda | Villacidro Triathlon   | 00:14:15 | 00:18:04 | 00:15:58 | 00:48:18 |
| 11   | Alessia Castellana  | Pro Patria Acros       | 00:13:46 | 00:20:46 | 00:14:38 | 00:49:10 |
| 12   | Daniela Falchi      | Triathlon Team Sassari | 00:14:04 | 00:21:17 | 00:14:48 | 00:50:09 |
| 13   | Silvia Meili        | Rari Nantes            | 00:14:04 | 00:21:53 | 00:15:39 | 00:51:36 |